# Kyōsuke Hamao
Kyōsuke Hamao (浜尾 京介?, Hamao Kyōsuke; Tokyo, 25 giugno 1991) è un attore, cantante e modello giapponese.

## Biografia
Si è fatto presto conoscere attraverso il musical dedicato a Il principe del tennis a cui ha partecipato a partire dal 2007, subito dopo esser entrato nel mondo dello spettacolo. Nel 2010 ha interpretato la parte dell'eroe Aguri/Gosei Black nel telefilm Tensō sentai Goseiger.
Nel ruolo del giovane Takumi, co-protagonista della serie Takumi-kun, ha interpretato la sua parte con profondità, compartecipazione e carattere: uno studente adolescente impegnato, innocente e tragico seppur pieno di speranza, che si trova ad affrontare le difficoltà dell'amore nella persona di un suo compagno di scuola più grande.
Ha un fratello più vecchio, Shinnosuke, e un fratello più piccolo, Yume.

## Filmografia
- Gokusen 3 (2008) Dorama
- Gokusen 3 SP (2009) Dorama
- Oretachi wa Tenshi da! No Angel No Luck, nell'episodio 6 (2009)
- Gokusen: The Movie (2009)
- Takumi-kun series 2 - Niji iro no garasu (2009)
- Takumi-kun series 3 - Bidō no detail (2010)
- Tensou Sentai Goseiger (2010) Dorama
- Tensou Sentai Goseiger: Epikku on the mubi (2010)
- Tsuki to uso to satsujin (2010)
- Takumi-kun series 4 - Pure (2010)
- Takumi-kun series 5 - Ano, hareta aozora (2011)
- Gokaija Goseija Supa Sentai Hyakukyujukyu Hiro Daikessen (2011)
- Bokutachi no kōgen hoteru (2013)
- Kujira no Ita Natsu (2014)